# U-18-Fußball-Europameisterschaft der Frauen 2001
Die 4. U-18-Fußball-Europameisterschaft der Frauen wurde in der Zeit vom 26. Juli bis 28. Juli 2001 in Norwegen ausgetragen. Deutschland verteidigte seinen Titel und gewann durch einen 3:2-Finalsieg über Norwegen zum zweiten Mal das Turnier. Spielberechtigt waren Spielerinnen, die am 1. Januar 1982 oder später geboren wurden. Österreich und die Schweiz konnten sich nicht qualifizieren.

## Modus und Austragungsorte
Die vier Mannschaften bestreiten das Turnier im K.-o.-System. Die Halbfinalsieger bestreiten das Finale, die Verlierer das Spiel um Platz 3. Die Endrunde wurde in Drammen, Lillestrøm und Moss ausgetragen.

## Finalrunde

### Halbfinale
|                          |   |          |     |
| 26. Juli 2001 in Moss    |   |          |     |
| Norwegen                 | – | Dänemark | 1:0 |
| 26. Juli 2001 in Drammen |   |          |     |
| Deutschland              | – | Spanien  | 2:0 |

### Spiel um Platz 3
|                             |   |         |     |
| 28. Juli 2001 in Lillestrøm |   |         |     |
| Dänemark                    | – | Spanien | 1:0 |

### Finale
| Norwegen                                     | Norwegen | Deutschland | Deutschland |
| -------------------------------------------- | --- | --- | ----------- |
| Norwegen                                     | \| 28. Juli 2001 in Lillestrøm (Åråsen-Stadion) \| \| Ergebnis: 2:3 (1:1) \| \| Schiedsrichterin: Geja Mulder ( Niederlande) \| \| Spielbericht \|                                                                                               | \| 28. Juli 2001 in Lillestrøm (Åråsen-Stadion) \| \| Ergebnis: 2:3 (1:1) \| \| Schiedsrichterin: Geja Mulder ( Niederlande) \| \| Spielbericht \| | Deutschland |
| Norwegen                                     | Silje Vesterbekkmo – Kaia Fjelstad, Stine Marie Sørlie, Hilde Dalen (75. Toril Akerhaugen), Máddji (89. Lene Espedal), Trine Rønning, Ingrid Andersen (89. Marit Lyngroth), Kristine Lindblom, Marie Knutsen, Solfrid Andersen, Lisa-Marie Woods | Ursula Holl (79. Nadine Nünnke) – Mira Krummenauer, Linda Bresonik, Stefanie Becker, Sarah Günther, Verena Hagedorn, Marion Wilmes, Patrizia Barucha (56. Annelie Brendel) – Petra Wimbersky, Martina Müller, Viola Odebrecht Cheftrainerin: Silvia Neid | Deutschland |
| Norwegen                                     | 1:1 Knutsen (32.) 2:2 Knutsen (83.) | 0:1 Wilmes (9.) 1:2 Wimbersky (59.) 2:3 Odebrecht (85.) | Deutschland |
| 28. Juli 2001 in Lillestrøm (Åråsen-Stadion) | | |             |
| Ergebnis: 2:3 (1:1)                          | | |             |
| Schiedsrichterin: Geja Mulder ( Niederlande) | | |             |
| Spielbericht                                 | | |             |